# Клеман Тирпен
Клеман Тирпен (фр. Clément Turpin је француски фудбалски судија. Он је судија на листи ФИФА од 2010, а судија УЕФА Елитне групе од 2012. године.

## Судијска каријера
Турпин је постао ФИФА судија 2010. године. Служио је као судија у квалификацијама за Светско првенство 2014 и 2018.
Постао је судија у УЕФА клупским такмичењима од УЕФА Лиге Европе 2010–11.
У мају 2016. године, Турпен је проглашен за најбољег француског судију од стране Француске фудбалске федерације. Исте године је судио на УЕФА Евро 2016. у Француској и био је један од пет УЕФА судија на фудбалском турниру Олимпијских игара за мушкарце у Бразилу. Следеће године Турпин је судио на Светском првенству у фудбалу за У-17 у Индији 2017. Дана 29. марта 2018, ФИФА је објавила да ће Турпин судити на Светском првенству 2018. у Русији, са Сирилом Грингореом и Николасом Даносом као помоћним судијама. Дана 4. јула 2020. године, руководио је најстаријим престоничким дербијем Бугарске између Левског Софије и Славије Софије. Дана 26. маја 2021. судио је финале УЕФА Лиге Европе 2021. између Виљареала и Манчестер јунајтеда.
УЕФА је одабрала Турпина да води финале УЕФА Лиге шампиона 2022. између Ливерпула и Реал Мадрида.
У априлу 2024. Турпин је изабран да суди на УЕФА Еуро 2024 у Немачкој.

### Суђења на великим такмичењима
| Европско првенство у фудбалу 2016. – Француска | Европско првенство у фудбалу 2016. – Француска | Европско првенство у фудбалу 2016. – Француска | Европско првенство у фудбалу 2016. – Француска | Европско првенство у фудбалу 2016. – Француска | Европско првенство у фудбалу 2016. – Француска | Европско првенство у фудбалу 2016. – Француска | Европско првенство у фудбалу 2016. – Француска |
| Датум                                          | Утакмица                                       | Стадион                                        | Локација                                       | Фаза                                           | Резултат                                       | Жути картон                                    | Red card                                       |
| ---------------------------------------------- | ---------------------------------------------- | ---------------------------------------------- | ---------------------------------------------- | ---------------------------------------------- | ---------------------------------------------- | ---------------------------------------------- | ---------------------------------------------- |
| 14. јун 2016.                                  | Аустрија – Мађарска                            | Бордо Атлантик                                 | Бордо                                          | Групна фаза                                    | 0–2                                            | 1                                              | 1                                              |
| 21. јун 2016.                                  | Северна Ирска – Немачка                        | Парк принчева                                  | Париз                                          | Групна фаза                                    | 0–1                                            | 0                                              | 0                                              |
| Светско првенство у фудбалу 2018. – Русија     |                                                |                                                |                                                |                                                |                                                |                                                |                                                |
| 20. јун 2018.                                  | Уругвај – Саудијска Арабија                    | Ростов арена                                   | Ростов на Дону                                 | Групна фаза                                    | 1–0                                            | 0                                              | 0                                              |
| 27. јун 2018.                                  | Швајцарска – Костарика                         | Нижњи Новгород                                 | Нижњи Новгород                                 | Групна фаза                                    | 2–2                                            | 6                                              | 0                                              |
| Европско првенство у фудбалу 2020. – Европа    |                                                |                                                |                                                |                                                |                                                |                                                |                                                |
| 12. јун 2021.                                  | Велс – Швајцарска                              | Олимпијски стадион                             | Баку                                           | Групна фаза                                    | 1–1                                            | 3                                              | 0                                              |
| 21. јун 2021.                                  | Русија – Данска                                | Паркен                                         | Копенхаген                                     | Групна фаза                                    | 1–4                                            | 3                                              | 0                                              |
| Светско првенство у фудбалу 2022. – Катар      |                                                |                                                |                                                |                                                |                                                |                                                |                                                |
| 24. новембар 2022.                             | Уругвај – Јужна Кореја                         | Едукејшн сити                                  | Рајан                                          | Групна фаза                                    | 0–0                                            | 3                                              | 0                                              |
| 29. новембар 2022.                             | Еквадор – Сенегал                              | Међународни стадион                            | Рајан                                          | Групна фаза                                    | 1–2                                            | 1                                              | 0                                              |
| 5. децембар 2022.                              | Бразил – Јужна Кореја                          | Стадион 974                                    | Доха                                           | Осмина финала                                  | 4–1                                            | 1                                              | 0                                              |
| Европско првенство у фудбалу 2024. – Немачка   |                                                |                                                |                                                |                                                |                                                |                                                |                                                |
| 14. јун 2024.                                  | Немачка – Шкотска                              | Алијанц арена                                  | Минхен                                         | Групна фаза                                    | 5–1                                            | 3                                              | 1                                              |
| 25. јун 2024.                                  | Енглеска – Словенија                           | Рајненергија                                   | Келн                                           | Групна фаза                                    | 0–0                                            | 5                                              | 0                                              |